# Опатковиці (Свентокшиське воєводство)
Опатковиці (пол. Opatkowice) — село в Польщі, у гміні Дзялошиці Піньчовського повіту Свентокшиського воєводства.
Населення — 80 осіб (2011).
У 1975-1998 роках село належало до Келецького воєводства.

## Демографія
Демографічна структура на день 31 березня 2011 року:
|          | Загалом | Допрацездатний вік | Працездатний вік | Постпрацездатний вік |
| -------- | ------- | ------------------ | ---------------- | -------------------- |
| Чоловіки | 43      | 9                  | 24               | 10                   |
| Жінки    | 37      | 7                  | 17               | 13                   |
| Разом    | 80      | 16                 | 41               | 23                   |